# Odontosciara flavicingula
Odontosciara flavicingula är en tvåvingeart som beskrevs av Edwards 1927. Odontosciara flavicingula ingår i släktet Odontosciara och familjen sorgmyggor. Inga underarter finns listade i Catalogue of Life.